# ふなやき
ふなやきは日本の郷土料理。日本各地で同名で異なる料理がある。

## 滋賀県
ふな焼き、麩の焼きとも。
滋賀県の平野部、東近江市など昔から小麦の栽培が盛んだった地域で、農作業の合間に手軽に食べられるおやつとして親しまれている。
味噌や砂糖醤油を塗ったり、高価な砂糖に代えてサツマイモやトウモロコシを加えることもあった。
こんにちでは、焼いた生地の上に黒砂糖を乗せ、巻き込むことが多い。

## 和歌山県
ふな焼きとも。
那賀地方（現・紀の川市）では第二次世界大戦以前から食されていた。
小麦粉を水に溶き、黒砂糖と炭酸を加えた生地を竈に置いた焙烙鍋で焼いたもの。焙烙鍋の底が船の底に似た形状であったため、船焼きが転じてふな焼きと呼ばれるようになったとされる。
大きく焼いて、切り分けて食べる。
昭和40年代にホットケーキミックスの市販品が一般家庭にまで普及すると、次第に作られなくなっていった。

## 九州
ふなやきは筑後地域で古くから伝わる小麦粉を使ったおやつである。水に溶いた小麦粉を丸く薄く焼き、具を包む。
具は、おやつとして食する場合には黒砂糖を入れ、高菜漬けや味噌を入れて軽食や酒の肴にすることもある。
筑後川流域の平坦部では昔から小麦の生産が盛んであり、手軽につくれるふなやきがよく食べられていた。
佐賀県みやき町三根地区では古くから食されており、ふな焼き、ぶっつ焼きとも呼ばれる。
熊本県高森町でも古くから各家庭で作られており、ふ菜やきと呼ぶ。おもてなし料理としても食されており阿蘇高菜を具にする。
名称の由来については以下の様な説がある。
- 「ふな」は「船」の意であり、底面が湾曲した鉄鍋で生地を焼いて、半分に折ると船のような形状になることが、名称の由来[4]。
- 室町時代の文献である『親元日記』に記載されている麩焼（ふのやき）が転じたもの[6]。
- 船の上で焼く即席料理ということから[6]。

## 奄美大島

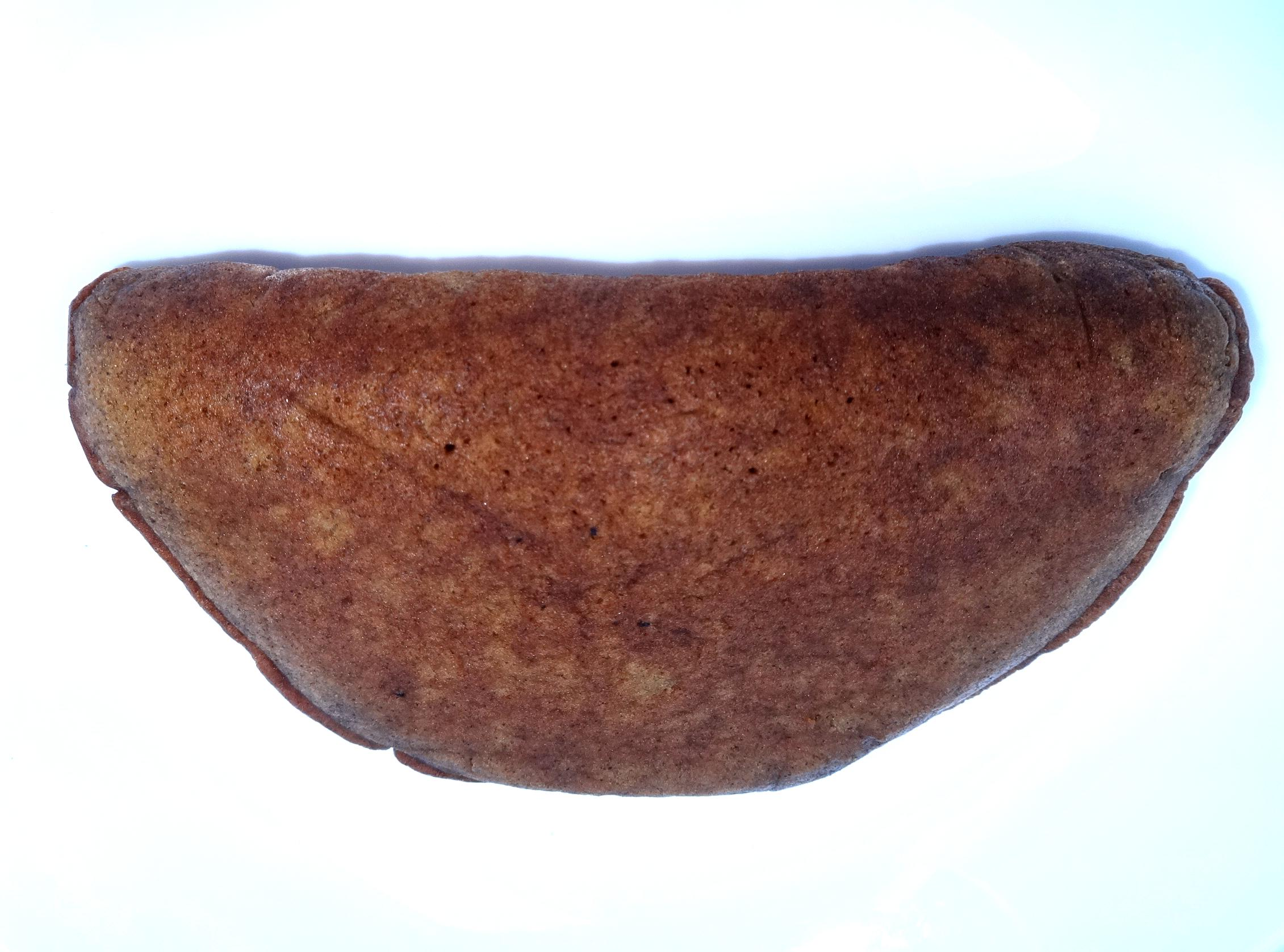
鹿児島県奄美市笠利町の舟焼

舟焼（ふにゃやき）は鹿児島県奄美大島の伝統的な菓子。「ふなやき」とも。
もち粉、はったい粉、黒糖を混ぜた生地を焼いた菓子である。
土産菓子としても販売されているが、昔は各家庭で作られていた。切り口が奄美の舟の形に似ていることから命名されたとされる。